# Załawie (obwód rówieński)
Załawie (ukr. Залав'я) – wieś na Ukrainie, w rejonie młynowskim obwodu rówieńskiego. W 2001 roku liczyła 603 mieszkańców.